# Улица Саласпилс (Рига)
Улица Са́ласпилс (латыш. Salaspils iela) — улица в Латгальском предместье города Риги, в исторических районах Московский форштадт и Кенгарагс. Пролегает в юго-восточном направлении вдоль железнодорожной линии, от развилки улиц Лубанас и Ритупес до перекрёстка с улицей Рушону, продолжаясь далее как улица Локомотивес. Общая длина улицы Саласпилс составляет 2090 метров.

## Транспорт
Движение по улице Саласпилс двустороннее. На всём протяжении асфальтирована, имеет по 1-2 полосы движения в каждом направлении. По улице проходят маршруты троллейбуса № 15 и автобуса № 18.
На улице расположен остановочный пункт пригородных поездов «Яняварты».
Параллельно существующей железной дороге вдоль улицы Саласпилс пройдёт также линия Rail Baltica, на которой в районе путепровода улицы Славу планируется построить новую станцию с проектным названием «Slāvu tilts». Точное место расположения этой станции ещё не определено.

## История
Улица Саласпилс была проложена в 1965 году под названием «улица Вильгельма Кнорина» — в честь советского партийного и государственного деятеля, уроженца Латвии. Проектировалось её продление до улицы Резнас, при этом общая длина улицы Вильгельма Кнорина должна была составить 2620 метров. В 1991 году улица получила нынешнее наименование, которое более не изменялось.
Ранее название «улица Саласпилс» носили ещё две рижские улицы. В 1932 году это название было присвоено нынешней улице Плосту в Кенгарагсе. В 1942 году улица Плосту получила своё современное наименование, а улицей Саласпилс (нем. Kirchholmer Strasse) назвали бывшую улицу Гоголя (ныне улица Эмилии Беньямин) — это название она носила до окончания немецкой оккупации.

## Примечательные объекты
- Торговый центр «Akropole Rīga» (2017–2019, проект архитектурного бюро «Sarma & Norde arhitekti»), расположенный между улицами Саласпилс и Маскавас[10]. Построен на месте бывшей Кузнецовской фарфоровой фабрики.

## Прилегающие улицы
Улица Саласпилс пересекается со следующими улицами:
- улица Лубанас
- улица Ритупес
- улица Славу (развязка в двух уровнях)
- улица Рушону
- улица Локомотивес